# Sursee (distrikt)
Wahlkreis Sursee är en av de sex valkretsarna i kantonen Luzern i Schweiz. Valkretsarna i Luzern har ingen administrativ funktion, men används för statistiska ändamål. De kan jämföras med distrikten i andra schweiziska kantoner.

## Indelning
Valkretsen består av 19 kommuner:

- Beromünster
- Buttisholz
- Büron
- Eich
- Geuensee
- Grosswangen
- Hildisrieden
- Knutwil
- Mauensee
- Neuenkirch
- Nottwil
- Oberkirch
- Rickenbach
- Ruswil
- Schenkon
- Schlierbach
- Sempach
- Sursee
- Triengen